# Peter Fletcher
Sir Peter Carteret Fletcher KCB OBE DFC AFC FRAeS (* 7. Oktober 1916 in Durban; † 2. Januar 1999 in London) war ein britischer Luftwaffenoffizier der Royal Air Force, der zuletzt im Range eines Generals (Air Chief Marshal) von 1971 bis 1973 Controller Aircraft im Verteidigungsministerium war.

## Leben

### Pilotenausbildung und Zweiter Weltkrieg
Fletcher begann nach dem Besuch des St George’s College ein Studium der Rechtswissenschaften an der Rhodes-Universität in Grahamstown, trat aber 1939 in die Rhodesian Air Force (RhAF) ein. Am 21. März 1940 wechselte er in die Royal Air Force Volunteer Reserve (RAFVR) und wurde dort zugleich zum Oberleutnant (Flying Officer) befördert. Zunächst war er Pilot und Fliegerischer Kommandeur der No. 135 Squadron RAF in Britisch-Indien und wurde am 21. September 1941 zum Hauptmann (Flight Lieutenant) befördert. Bereits im März 1942 übernahm er seinen ersten Befehlsposten, und zwar als Kommandeur der auf Ceylon stationierten No. 258 Squadron RAF. Dabei oblag ihm eine Reorganisation dieser Staffel, die zuvor gegen japanische Verbände in Niederländisch-Indien gekämpft hatte. Kurz darauf kam es im April 1942 zu neuerlichen Gefechtseinsätzen während der Attacke im Indischen Ozean. Im Laufe einer dieser Einsatz wurde durch eigenes Feuer abgeschossen, konnte aber zuvor mit dem Fallschirm trotz Beschuss durch japanische Kampfflugzeuge abspringen und sich retten.
Im Juli 1942 übernahm Fletcher die Funktion als Kommandeur des Militärflughafens RAF Belvedere. Für seine Verdienste wurde ihm am 29. Dezember 1942 das Distinguished Flying Cross (DFC) verliehen. Er besuchte nach dem 18. November 1944 den 13. Stabslehrgang am RAF Staff College (Overseas) in Haifa. Nach Abschluss des Studiums wurde er am 24. März 1945 Offizier im Stab dieses Staff College. Am 14. Juni 1945 wurde ihm das Offizierskreuz des Order of the British Empire (OBE) verliehen und am 1. September 1945 erfolgte auch seine Beförderung zum Major (Squadron Leader).

### Stabsoffizier in der Nachkriegszeit
Im Anschluss wurde Fletcher 1946 Offizier im Führungsstab des Joint Services Staff College (JSSC), ehe er nach seiner Beförderung zum Oberstleutnant (Wing Commander) am 1. Juli 1951 Offizier im Gemeinsamen Planungsstab der Luftwaffe wurde. Während dieser Zeit wurde er zuvor am 1. Januar 1951 auch mit dem Air Force Cross (AFC) ausgezeichnet. Danach war er zwischen dem 26. Mai 1953 Luftwaffenattaché an der Botschaft in Norwegen sowie von 1956 bis 1958 Offizier im Führungsstab des Imperial Defence College in London.
Am 1. Januar 1958 erhielt Fletcher seine Beförderung zum Oberst (Group Captain) und übernahm im Anschluss den Posten als Kommandeur des Luftwaffenstützpunktes RAF Abingdon. Danach wurde er am 14. November 1960 stellvertretender Direktor des Gemeinsamen Planungsstabes und wurde in dieser Verwendung am 1. Juli 1961 auch zum Air Commodore befördert. Danach übernahm er am 28. Oktober 1961 das Amt des Leiters der Abteilung für operative Anforderungen im Luftwaffenstab und befasste sich in dieser Position insbesondere mit den Verhandlungen zur Versorgung der RAF mit Transportflugzeugen vom Typ Lockheed C-130 Hercules.

### Aufstieg zum Air Chief Marshal
Fletcher wurde am 1. April 1964 Assistierender Chef des Luftwaffenstabes für Grundsatzpolitik (Assistant Chief of the Air Staff (Policy)) und als solcher drei Monate später am 1. Juli 1964 auch zum Generalmajor (Air Vice Marshal) befördert. Er wurde darüber hinaus am 1. Januar 1965 Companion des Order of the Bath (CB). Danach übernahm er am 1. März 1966 wieder einen Befehlsposten, und zwar als Nachfolger von Air Vice Marshal Leslie Mavor als Kommandeur (Air Officer Commanding) der No. 38 Group RAF. Auf diesem Posten blieb er bis zu seiner Ablösung durch Air Vice Marshal Harold Brownlow Martin am 1. August 1967.
Fletcher selbst wurde am 6. November 1967 Nachfolger von Air Marshal Brian Burnett stellvertretender Chef des Luftwaffenstabes (Vice Chief of the Air Staff) und wurde als solcher am 1. Januar 1969 zum Generalleutnant (Air Marshal). Am 1. Januar 1968 wurde zum Knight Commander des Order of the Bath geschlagen und führte seither den Namenszusatz „Sir“. Sein Nachfolger als Vice Chief of the Air Staff wurde am 1. August 1970 durch Air Marshal Denis Smallwood abgelöst, der damit eine der ersten Einheiten des neu geschaffenen Luftwaffenunterstützungskommandos (RAF Air Support Command) übernahm.
Im Anschluss wurde Fletcher am 1. September 1970 als Nachfolger von Air Marshal Christopher Hartley Flugzeugkontrolleur (Controller Aircraft) im Technologieministerium. In dieser Position war er verantwortlich für die Belieferung der RAF mit lufttüchtigen Flugzeugen, woraufhin diese dann wiederum eine Freigabebescheinigung RTS (Release to Service) ausstellten, dass das jeweilige Flugzeug einsatzfähig ist. 1971 wurde das Amt des Aircraft Controller der Beschaffungsabteilung des Verteidigungsministeriums unterstellt und er selbst am 1. Mai 1971 zum General (Air Chief Marshal) befördert. Am 1. Juni 1973 wurde er als Aircraft Controller durch Air Chief Marshal Neil Wheeler abgelöst. Knapp zwei Monate später schied Fletcher am 30. Juli 1973 aus dem aktiven Militärdienst aus.
Nach seinem Eintritt in den Ruhestand wurde Fletcher Mitarbeiter des Flugzeugherstellers Hawker Siddeley Aviation Ltd und nach der Gründung der British Aerospace 1977 dortiges Vorstandsmitglied für Unternehmensstrategie und Unternehmensplanung. In dieser Position war er bis 1983 bei BAe tätig und zugleich von 1979 bis 1982 Mitglied des Aufsichtsrates von Airbus SAS. Er war anschließend noch freiberuflicher Luftfahrtberater verschiedener Flugzeughersteller. 1986 wurde er zudem Fellow der Royal Aeronautical Society (FRAeS).
Aus seiner 1940 geschlossenen Ehe mit Marjorie Kotze gingen zwei Töchter hervor.